# Панькин, Иван Фёдорович
Ива́н Фёдорович Па́нькин (1 декабря 1921, село Пылково, Саратовская губерния — 19 октября 1998, Тула) — советский русский писатель, почётный гражданин города Тулы, член Союза писателей СССР (с 1958), заслуженный работник культуры РФ (1992).

## Биография
Иван Федорович появился на свет 1 декабря 1921 года в простой крестьянской семье. Его малой родиной стало село Пылково в Пензенской области. Отец Ивана, по происхождению эрзя, приехал в русское селение на заработки и остался в нем до конца жизни. Маленький Иван наслаждался беззаботным детством недолго: родителей унесла болезнь, а ему предстояла нелёгкая судьба беспризорника. По второй версии после потери матери и новой женитьбы отца сбежал из дома и прибился к беспризорникам.

### Служба
За время взросления Ивану пришлось пережить множество непростых жизненных ситуаций, перепробовать с десяток различных профессий, иногда весьма неожиданных (цирковой артист). Лишь одна детская мечта прошла с ним через все время — желание увидеть море. Маленьким мальчиком, а потом и возмужавшим юношей Иван мечтал о море. Ему буквально снилось, как он бороздит его просторы. Эту страсть он смог претворить в жизнь.
Великую Отечественную войну Панькин встретил рядовым морским пехотинцем. В череде боёв был тяжело ранен и контужен. В морской пехоте прошёл всю войну.

### Литературное образование
В послевоенные годы к Ивану Федоровичу пришло желание писать. Слова просились на бумагу с тем же напором, с каким раньше мальчик Ваня мечтал о морских путешествиях.
В 1956 году Панькин написал своё первое произведение — повесть «Начало одной жизни». В основу книги легли автобиографические события со времен собственного детства. Книга имела успех, и Панькин поступил в Литературный институт, одновременно заканчивая Высшие литературные курсы.

### Творчество

#### Тульские сказания
К моменту окончания института в его копилке было несколько детских книг. После многочисленных переездов по стране Панькин неожиданно для себя остается в Туле.
В 1961 году он устраивается в областную газету «Коммунар», рядовым литературным работником. Одновременно с этим работает в Приокском издательстве редактором отдела детской и юношеской литературы.
Именно в Туле писатель открыл для себя жанр народных сказов. В этот период Иван Федорович всерьёз увлёкся историей тульского народного оружейного промысла. По мотивам исторических документов он создаёт колоритного литературного героя — находчивого и весёлого оружейного мастера Тычку. Все произведения написаны в лёгком для понимания простонародном жанре фольклорного сказа. Его книгами зачитывались и взрослые, а дети знакомились с его повестями в рамках обязательного школьного внеклассного чтения.

#### Книги
Тульский период стал самым плодотворным в творческом плане. Здесь выпущены были первые его сборники «Голубые паруса», «Серебряный голос», сборник цирковых рассказов.
В 1961 году Иван Федорович опробовал себя в драматургическом жанре: вышли в свет пьесы «Андрей Балашов» и «Сказ о туляке, умелом мужике».
С 1962 года чередой идут сборники автора. В этом году выходит книга «Волшебный мастер» в тульском издательстве.
В 1964 году выпускаются «Тайны старого колчана» в Москве.
В 1965 году печатается разошедшаяся многим тиражом «Легенда о матерях»; через год — сборник «Внук зелёной молнии».
Сказы Ивана Панькина отличаются от принятых за эталон в русской литературе сказов Бажова. Его произведения более стилистически выверены, но всё так же каждый сказ доносит до читателя истинно народное представление о добре и справедливости, открывает зерно народной мудрости.
Книги писателя были переведены на несколько языков и вышли общим тиражом до 3 миллионов экземпляров.

#### Общественная жизнь
- Иван Федорович Панькин стал одним из идейных организаторов отделения Союза писателей в Туле. При нём тульское объединение стало самостоятельным творческим формированием.
- Его книги были включены в обязательную школьную программу ещё при жизни писателя.
- На третьем съезде писателей, в 1970 году, заслуженный детский автор Агния Барто особо отметила творчество Ивана Фёдоровича в своём докладе.

### Награды
- медали
- орден Красной Звезды
- Почётная грамота Президиума Верховного Совета РСФСР (22.01.1982)[5]
- орден Отечественной войны 1-й степени (6.4.1985)[2]
- премия имени Сергия Радонежского (1991)[6]
- почётный гражданин Тулы (5.10.1994) — За многолетнюю литературную и общественную деятельность[7][8]
- премия имени Н. Лескова «Левша» (1995)[6].

### Память
Скончался Иван Федорович 18 октября 1998 года в городе Туле.
В конце 2001 года состоялось несколько мероприятий по празднованию 80-летия со дня рождения писателя. Вечера памяти посетили представители администрации города Тулы, работники Департамента культуры и кинематографии города, студенты и преподаватели гуманитарных направлений.
Иван Федорович был утверждён в звании почётного гражданина Тулы.

## Комментарии
1. ↑  Ныне — в Лопатинском районе Пензенской области. По другим данным[2] — родился в селе с. Печиково, ныне того же района.

### Произведения и публикации И. Ф. Панькина
- «Внук зелёной молнии», «Тайны старого колчана»: Легенды, Сказы / Худож. Н.Кочергин.- М: Дет. лит., 1966.- 94 с.: ил.
- «Волшебный мастер»: Легенды.- Тула: Кн. изд-во, 1962.- 16 с.: ил.
- «Девочка Люся и тигр Акбар» / Худож. В. К. Михайлов.- Тула: Приок. кн. изд-во, 1967.- 21 с.: ил. — (Б-чка «Светлячок»).
- «Легенда о матерях» / Худож. Е.Дрофин.- Тула: Приок. кн. изд-во, 1965.- 20 с.: ил.
- Легенды и сказки / Худож. А.Макаров. — Тула : Приок. кн. изд-во, 1982. — 191 с. : ил.
- «Легенды о матерях» / Худож. Е.Катышев.- М.: Дет. лит., 1988.- 31 с.: ил.
- «Легенды о мастере Тычке» / Худож. Л.Непомнящий.- М: Дет. лит., 1981.- 206 с.: ил.
- «Легенды о мастере Тычке» / Худож. С.Сюхин.- М: Дет. лит., 1989.- 240 с.: ил.
- «Легенды о мастере Тычке» / И.Панькин; Хранители памяти / В.Курбатов; Радость открытия / С.Ямщиков.- М: Худож. лит., 1990.- 380 с.- Загл. обл.: Мастера.- (Роман-газ. для юношества; 1/1990).
- «Легенды о мастере Тычке», «Легенды о матерях» / Худож. А.Макаров.- Тула: Пересвет, 2001.- 175 с.: ил.
- «Начало одной жизни»: Повесть / Худож. В. К. Михайлов.- Тула: Кн. изд-во, 1963.- 199 с.: ил.
- «Начало одной жизни»: Повесть / Худож. В.Высоцкий.- М.: Дет. лит., 1967.- 224 с.: ил.
- «Начало одной жизни»: Повесть и легенды / Худож. Ю.Игнатьев.- М.: Дет. лит., 1971.- 303 с.: ил.
- «Начало одной жизни»: Повесть, легенды / Худож. А. С. Макаров.- Тула: Приок. кн. изд-во, 1987.- 320 с.: ил.- (Приок. проза).
- «Приключения братьев Тик-Так»: Повесть / Худож. В.Каневский.- М.: Дет. лит., 1965.- 32 с.
- «След на море»: Повесть, сказки и легенды.- Тула: Приок. кн. изд-во, 1974.- 271 с.
- «О житейских нравах тульских мастеров»: [Буклет].- Тула: Изд-во «Коммунар», 1990.
- «Тайны старого колчана». Сказы тульских мастеров / Худож. Ю.Ворогушин.- М.: Дет. лит., 1964.- 46 с.: ил.
- «Тайны старого колчана», или «Легенды о мастере Тычке» / Худож. М. Г. Рудаков.- Тула: Приок. кн. изд-во, 1970.- 87 с.: ил.
- «Тайны старого колчана», или «Легенды о мастере Тычке» / Худож. М. Г. Рудаков, А.Макаров.- М.: Сов. Россия, 1973.- 78 с.: ил.
- «Легенды о мастере Тычке» // Тулы золотые мастера: Сказы, повести, новеллы, очерки.- Тула, 1991.- С.176-203.
- «То же» // Куликово Поле.- 1992.- № 1-2.- С.13-14.
- «Железный мундир»: Сказы о тульских умельцах // Коммунар.- 1962.- 17 июня.
- «Желтый комочек»: Рассказ // Мол. коммунар.- 1983.- 7 июля.
- «Один из сказов о мастере Тычке» // Там же.- 1999.- 17 авг.
- «Самый обыкновенный»: Рассказ // Там же.- 1963.- 24 марта.
- «Дядя Ваня»: [Беседа] // Тула вечерняя.- 1996.- 31 окт.
- «Как ни противно, снова хочется жить»: [Беседа] // Тул.известия.- 1994.- 7 мая.